# Alin Vasile Văcaru
Alin Vasile Văcaru (n. 21 septembrie 1978, Licurici, România) este un deputat român, ales în 2016 din partea Partidului Social Democrat (PSD). În septembrie 2017, a trecut la Partidul Pro România.